# Split-Span-Paradigma

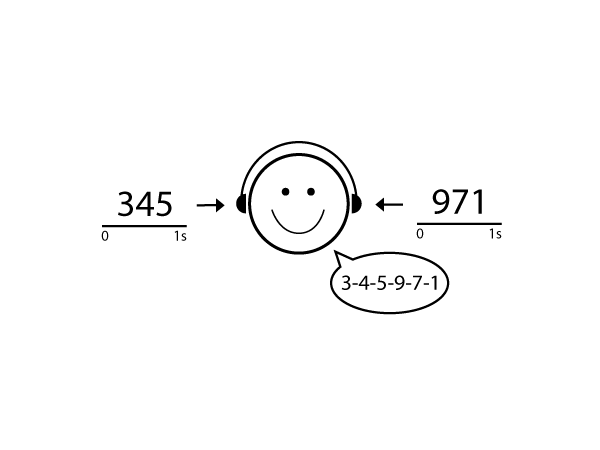
Die zeitgleich präsentierten Ziffern werden nach Ohr, nicht nach zeitlicher Abfolge wiedergegeben.

Das Split-Span-Paradigma beruht auf einem Versuch von Donald Broadbent aus dem Jahr 1954. In diesem werden den Versuchspersonen zeitgleich eine Sequenz von Ziffernpaaren auf dem rechten und linken Ohr präsentiert, z. B. 3-9, 4-7, 5-1 (jeweils linkes vs. rechtes Ohr). Den Probanden wurde als Aufgabe gestellt, diese Zahlensequenz möglichst vollständig wiederzugeben. Dabei zeigte sich, dass die Wiedergabe bevorzugt nach Ohr (3-4-5, 9-7-1) und nicht nach Ziffernpaaren (3-9, 4-7, 5-1) erfolgte.
Broadbent schloss aus diesem Ergebnis, dass die Auswahl zwischen verschiedenen Nachrichten auf Basis der physikalischen Reizmerkmale (z. B. welches Ohr) erfolgt. Dieses Paradigma gilt zusammen mit dem dichotischen Hören und den Untersuchungen zur psychologischen Refraktärperiode (PRP) als Grundlage der Filtertheorie der Aufmerksamkeit.